# Quận Schuylkill, Pennsylvania
Quận Schuylkill là một quận trong tiểu bang Pennsylvania, Hoa Kỳ. Quận lỵ đóng ở Pottsville6. Theo điều tra dân số năm 2000 của Cục điều tra dân số Hoa Kỳ, quận có dân số 150.336 người.2
Quận Schuylkill đã được lập ngày 1 tháng 3 từ các khu vực của quận Berks và quận Northampton và được đặt tên theo sông Schuylkill.

## Địa lý
Theo Cục điều tra dân số Hoa Kỳ, quận có diện tích 2025 kilômét vuông, trong đó có 10 km2 là diện tích mặt nước.

### Các quận giáp ranh
- Quận Luzerne (bắc)
- Quận Carbon (đông bắc)
- Quận Lehigh (đông nam)
- Quận Berks (nam)
- Quận Lebanon (tây nam)
- Quận Dauphin (tây nam)
- Quận Northumberland (tây bắc)
- Quận Columbia (tây bắc)